# Fraktur reden
Fraktur reden ist eine Redensart. 
Wer mit jemandem „Fraktur redet“, redet mit diesem in klaren, deutlichen Worten, ohne Umschweife oder Euphemismen und sagt diesem direkt und unverblümt die Meinung.
Die Redensart beruht wohl darauf, dass in Frakturschrift deutsche (nicht lateinische) Texte abgefasst wurden, so dass sich die Bedeutung „deutlich, unmissverständlich die Meinung sagen“ wohl in Unterscheidung zu „lateinisch reden“ ergab. Aber auch die Form der Schrift (Fraktur = gebrochen und eckig; Lateinisches Alphabet = rund) kann eine Rolle gespielt haben, wobei eben das eckige Schriftbild mit dem groben Umgangston gleichgesetzt wurde. 

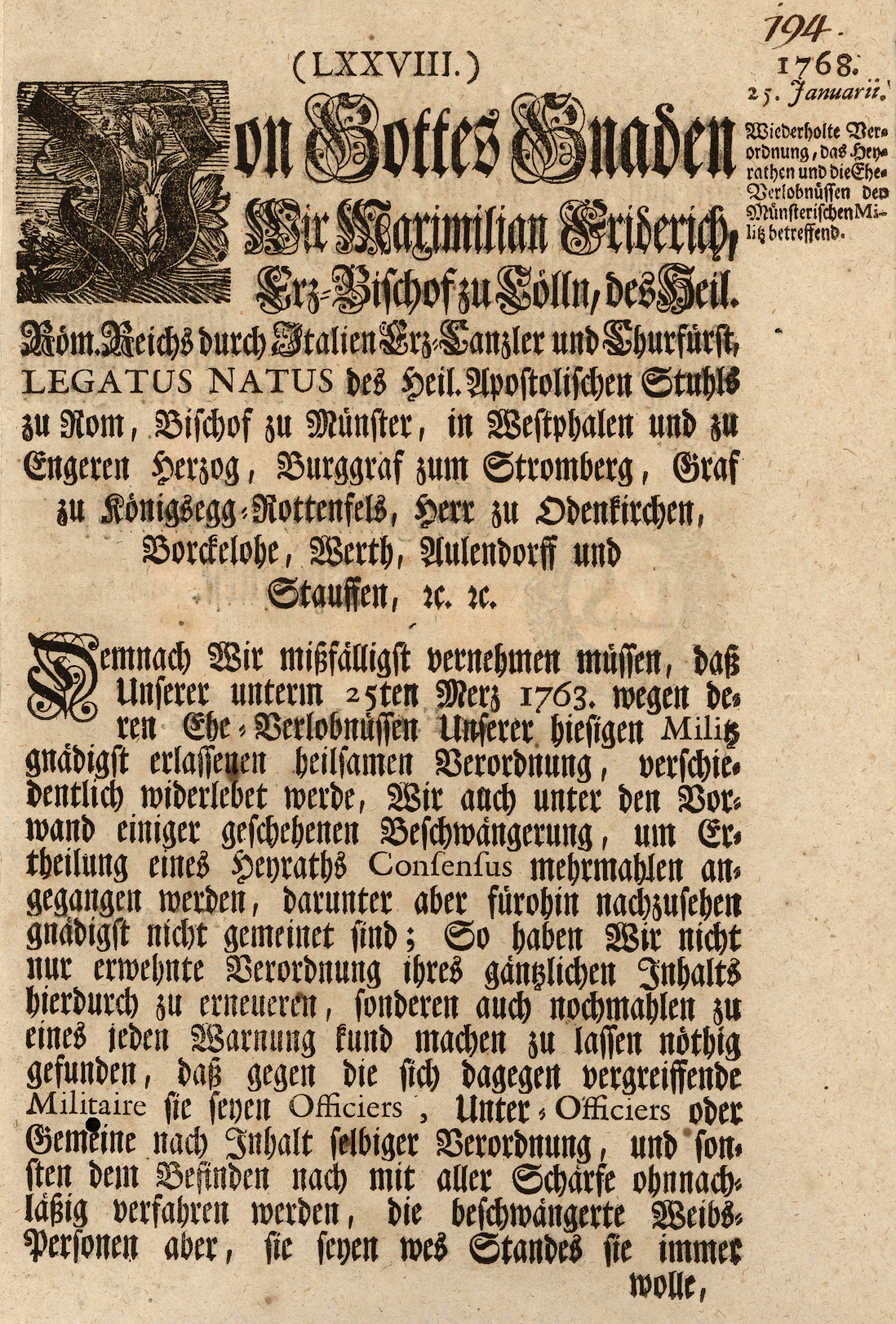
Historisches Beispiel für einen in Fraktur gesetzten deutschsprachigen Text; die fremdsprachigen Wörter sind in Antiqua gedruckt.

Eine etwas andere Erklärung ist folgende: Die Frakturschrift war in Deutschland bis etwa Mitte des 20. Jahrhunderts für deutschsprachige, allgemeinverständliche Texte üblich, jedoch wurden lateinische Wörter und Redewendungen auch im Fraktursatz in Antiqua („Lateinschrift“) gesetzt (Mischsatz). Anstößige und unsittlich erscheinende Dinge wagte man oftmals nicht, in deutscher Sprache zu benennen, sondern wich auf lateinische, bei besonders anstößig erscheinenden Sachverhalten auch auf griechische Sprache aus, um dem gemeinen Volk (und Kindern und Jugendlichen) die Konfrontation mit den anstößigen Sachverhalten zu „ersparen“. Diese – nur dem Gelehrten verständlichen – Textstellen waren dann natürlich auch nicht in Fraktur gesetzt.
Textbeispiel:
„An einem Sommerabend in der Dämmerung wurde ... von einem Flurwächter betreten, wie er auf einem Feldwege mit einem Landstreicher Unzucht trieb, indem er denselben masturbirte und darauf mentulam ejus in os suum immisit. ... Die Staatsanwaltschaft stand von der Klage ab, da kein öffentliches Aergerniss entstanden war und Immissio membri in anum nicht stattgefunden hatte.“
Im gegenwärtigen Sprachgebrauch zeichnet sich eine Umkehr des Gebrauchs ab. „Fraktur sprechen“ wird zum Inbegriff einer verschnörkelten, gewundenen, unverständlichen Ausdrucksweise.
„Fraktur schreiben bezeichnet“ – so Otto Ladendorf nach Gombert in der Zeitschrift für deutsche Wortforschung 7, S. 139f. – „ein in der vollmundigen Sprache unserer Sozialdemokraten beliebtes Drohwort“, das eine rücksichtslose Gewalttat ankündigt. Er führt die Verbreitung dieser Wendung auf den Mainzer Advokaten und Abgeordneten Franz Heinrich Zitz zurück (siehe Grenzboten vom 24. September 1903 und 14. Juli 1904), der auf der Pfingstweide bei Frankfurt am 17. September 1848 in fulminanter Rede gerufen haben soll: „Man muss Fraktur schreiben, gehört wird man nicht mehr!“ Gombert bemerkt, dass der Frankfurter Pöbel bereits am folgenden Tage durch die Ermordung des Fürsten Lichnowsky und des Generals von Auerswald sein Verständnis für diese Schriftgattung bewiesen habe und zeigt auch an Beispielen aus Jean Paul (1796) und Menzels Literaturblatt zum Morgenblatt 1830, S. 19, „dass die Frakturbuchstaben schon seit geraumer Zeit als wirksame Metapher für Grobes und Gewaltsames dienten, wenn auch natürlich ohne diese bestimmte politische Färbung.“  Otto Ladendorf, Historisches Schlagwörterbuch

## Synonyme
Tacheles reden